# Петрово (Грчка)
Петрово (грч. Άγιος Πέτρος, Агиос Петрос) је насељено место у општини Пеонија у периферији Средишња Македонија, Грчка. Према попису из 2021. године био је 1.291 становник.
Према бугарском географу и историчару, Василу Канчову, у Петрову је 1900. године живело 620 Словена хришћана. Због притиска грчких власти 1914. године принудно се иселило више породица у Бугарску, а од 1924. до 1925. године иселило се још 56 породица (233 особа). На њихово место је насељена 101 грчка избегличка породица из Турске. На попису из 1940. године Петрово је имало 1.435 становника, од чега је 40% Словена и 60% Грка.